# HR 6518
HR 6518 je hvězda spektrálního typu K0V, která se nachází v souhvězdí Draka ve vzdálenosti přibližně 41,7 světelných let od Země. Jedná se o oranžového trpaslíka patřícího k hvězdám hlavní posloupnosti.

## Charakteristika
HR 6518 je hvězda hlavní posloupnosti s následujícími parametry:
- Spektrální třída: K0V[1]
- Hmotnost: přibližně 0,729 M☉[2]
- Poloměr: přibližně 0,789 R☉[2]
- Svítivost: 0,409 L☉[2]
- Teplota povrchu: 5203 K[2]
- Stáří: 4,27 miliard let[2]

Hvězda má relativně nízkou metalicitu, což může být indikátorem jejího vyššího stáří nebo vzniku v méně obohaceném prostředí. Její absolutní magnituda činí +5,89, což odpovídá nižší svítivosti ve srovnání s naším Sluncem.

## Pohyb
HR 6518 se pohybuje v naší galaxii poměrně vysokou radiální rychlostí −38,488 km/s směrem k Sluneční soustavě. Její vlastní pohyb na obloze činí −0,53081"/rok v rektascenzi a 0,00485"/rok v deklinaci.

## Význam
HR 6518 patří mezi blízké hvězdy podobné Slunci, což z ní činí zajímavý objekt pro astronomické studie, například hledání exoplanetárních systémů nebo modelování životního cyklu hvězd hlavní posloupnosti. Oranžoví trpaslíci, jako je HR 6518, bývají stabilní po delší dobu než hvězdy typu G, což by mohlo zvyšovat šance na vývoj obyvatelných planet.